# Сорокин, Дмитрий Евгеньевич
Дмитрий Евгеньевич Сорокин (1 января 1946 — 14 марта 2021) — советский и российский экономист, специалист в области политико-экономических проблем современного российского общества, член-корреспондент РАН (2008).

## Биография
Родился 1 января 1946 года.
Окончил Московский экономико-статистический институт.
В 1972 году защитил кандидатскую, в 1991 году — докторскую диссертацию. В 1993 году было присвоено учёное звание профессора.
С 1988 по 2014 годы работал в Институте экономики РАН: заместитель директора, первый заместитель директора по научной работе (2006—2014).
С 2008 года работал в Финансовом университете при Правительстве Российской Федерации, заведующий кафедрой «Макроэкономическое регулирование» (по совместительству), проректор по научной работе (с 2014 года).
В 2008 году был избран членом-корреспондентом РАН.
Умер 14 марта 2021 года. Похоронен на Троекуровском кладбище в Москве (уч. 31).

## Научная деятельность
Известный учёный и организатор научных исследований, внёсший весомый вклад в выработку позиции Российской академии наук по стратегии социально-экономического развития страны.
Сфера научных интересов: анализ вариантов и альтернатив социально-экономической трансформации российского общества, исследование проблемы институционального реформирования экономической системы России, реформирование отношений собственности, трудовых отношений, реформирование институтов государственного регулирования экономики.
Автор и соавтор 70 научных работ общим объёмом свыше 100 п. л.

### Научно-организационная деятельность
- главный редактор журнала «Вестник Финансового университета»;
- член редколлегии журналов «Вопросы экономики», «Экономическая наука современной России».
- член редколлегий и редсоветов некоторых журналов: «Вестник Института экономики РАН», «Вестник Российской таможенной академии», «Вопросы экономики», «Журнал экономической теории», «Проблемы анализа риска», «Проблемы теории и практики управления», «Современная конкуренция», «Труды Вольного экономического общества России», «Экономическая наука современной России».

Председатель диссертационного совета при Институте экономики РАН, член диссертационных советов при Финуниверситете и при Государственном российско-армянском (славянском) университете (Ереван).
Член Объединённого Учёного совета ОАО «РЖД».
Вице-президент, председатель Научно-практического совета Вольного экономического общества России.
- Китай и Россия: Развитие экономических реформ («Наука», 2003)
- Стратегический ответ России на вызовы нового века («Экзамен», 2004)
- Россия в глобализирующемся мире («Наука», 2004)
- Государственная политика промышленного развития России («Наука», 2004)
- Россия в глобализирующемся мире: стратегия конкурентоспособности («Наука», 2005)
- Экономическая история СССР: очерки («Инфра-М», 2007)
- Модернизация и экономическая безопасность России («Финансы и кредит», 2009)
- Стратегические ориентиры экономического развития России («Алетейя», 2010)

## Хобби
- одиночные сплавы по сибирским рекам.

## Награды
- Премия Правительства Российской Федерации в области образования (в составе группы, за 2012 год) — за работу «Система анализа и оценки научного содержания учебников для средней школы»[8]
- Почётный знак «Лауреат премии МЧС России за научные и технические разработки» и диплом лауреата премии МЧС России «За научные и технические разработки» (в составе группы, за 2006 год) — за монографию «Стратегические риски России: оценка и прогноз»[9]